# Enola Holmes
Enola Holmes é um filme de mistério de 2020, baseado na série literária homônima de Nancy Springer, dirigido por Harry Bradbeer e escrito por Jack Thorne, onde conta a história de Enola Holmes, uma adolescente que fará de tudo para encontrar a mãe desaparecida, inclusive despistar o irmão, Sherlock Holmes, e ajudar um jovem lorde fugitivo.
Enola Holmes foi lançado no dia 23 de setembro de 2020 na Netflix.

## Sinopse
O filme narra as aventuras da irmã mais nova de Sherlock Holmes, Enola.

Em junho de 2020, a Netflix anunciou a sinopse oficial do filme: 
"Quando sua mãe desaparece em seu aniversário de 16 anos, Enola procura a ajuda de seus irmãos mais velhos. Mas assim que ela percebe que eles estão menos interessados em resolver o caso do que mandá-la para o internato, Enola faz a única coisa que uma garota esperta, cheia de recursos e destemida em 1880 faria. Ela foge para Londres para encontrá-la. Encontrando diversos personagens memoráveis pelo caminho, Enola se acha no meio de uma conspiração que pode alterar o rumo da história política". 

## Elenco
- Millie Bobby Brown como Enola Holmes
- Henry Cavill como Sherlock Holmes
- Sam Claflin como Mycroft Holmes
- Helena Bonham Carter como Eudoria Holmes
- Louis Partridge como Viscounde Lord Tewksbury
- Adeel Akhtar como Inspetor Lestrade
- Fiona Shaw como Senhorita Harrison
- Frances de la Tour como a viúva, avó de Tewksbury
- Susie Wokoma como Edith
- Queime Gorman como Linthorn
- David Bamber como Sir Whimbrel
- Hattie Morahan como Lady Tewksbury

## Dublagem brasileira
Estúdio de dublagem - Delart
Produção
- Direção: Flávia Fontenelle[3]
- Tradução: Guilherme Menezes[3]

Dubladores
- Isabelle Cunha - Enola Holmes[3]
- Filipe Gimenez - Visconde Tewksbury[3]
- Guilherme Briggs - Sherlock Holmes[3]
- Raphael Rossatto - Mycroft Holmes[3]
- Andrea Murucci - Eudoria Holmes[3]
- Flavia Fontenelle - Edith[3]
- Duda Espinoza - Inspetor Lestrade[3]
- Alexandre Moreno - Linthorn[3]
- Marcia Coutinho - Lady Tewksbury[3]
- Mário Cardoso - Sir Whimbrel[3]
- Marize Motta - A Matrona[3]
- Rita Ávila - Sra. Lane[3]
- Isis Koschdoski - Srta. Harrison[3]
- Isabela Quadros - Srta. Fox[3]
- Aline Ghezzi - Costureira[3]
- Júlio Chaves - Criado[3]
- Cafi Balloussier - Jardineiro[3]
- Rodrigo Antas - Agitador[3]
- Júlio Chaves - Chefe da estação[3]

Recepção
Em sua revisão para o Dublagem Brasileira, Izaías Correia disse que "o filme foi realizado remotamente, e aqui comete um deslize inevitável, pois o trabalho, apesar do esforço na equalização, talvez tenha sido produzido enquanto os dubladores tentavam se adaptar tecnicamente ao novo formato [devido à pandemia de COVID-19], e em muitas cenas um ouvido mais treinado vai conseguir perceber algumas diferenças de captação de áudio. (...) O ritmo do filme é bem ágil com encontros e desencontros que dão um ritmo bem bacana à produção, a dublagem em nada deixa a desejar nesse quesito".

## Produção
Em fevereiro de 2019, uma adaptação cinematográfica da série de livros de Nancy Springer estava em desenvolvimento pela Legendary Pictures, com Millie Bobby Brown na produção e estrelando o papel-título, e Harry Bradbeer definido como diretor. Em junho, Henry Cavill, Helena Bonham Carter, Adeel Akhtar e Fiona Shaw se juntaram ao elenco. No mês seguinte Sam Claflin, Louis Partridge, Susie Wokoma e Burn Gorman se juntaram ao elenco em julho quando as filmagens começaram em Londres. As filmagens também aconteceram em Luton Hoo em Bedfordshire.
O Conan Doyle Estate abriu um processo contra a Netflix pelo filme, alegando que ele viola direitos autorais ao retratar Sherlock Holmes como tendo emoções, um aspecto do personagem que eles argumentam que não é de domínio público, pois ele só foi descrito como tendo emoções nas histórias publicadas entre 1923 e 1927, e os direitos autorais das histórias publicadas nesse período ainda pertencem a eles.

### Música
Em julho de 2019, Daniel Pemberton foi contratado para compor a trilha sonora do filme.

## Lançamento
Em abril de 2020, a Netflix assumiu os direitos de distribuição do filme. Anteriormente ele seria lançado nos cinemas pela Warner Bros. Pictures, mas devido à pandemia COVID-19 isso não foi possível. O filme foi lançado em 23 de setembro de 2020 pela plataforma de streaming.

## Críticas
No Rotten Tomatoes, o filme possui 92% de aprovação dos críticos sob o consenso de que: "Enola Holmes traz uma lufada de ar fresco para Baker Street - e deixa muito espaço para Millie Bobby Brown colocar sua marca efervescente em uma franquia em espera". Tem 71% da aprovação pelo público. No Metacritic o filme tem 68/100 de aprovação porém uma nota mista do público.

## Problemas judiciais
Assim como o filme Sr. Sherlock Holmes (2015), Enola Holmes (2020) também enfrenta uma disputa jurídica por conta de direitos autorais. De um lado, a família Conan Doyle, e do outro, a Netflix, a escritora Nancy Springer, a produtora Legendary Pictures e a editora Penguin Random House.

Para entender o caso é necessário saber que Sherlock Holmes nunca citou uma irmã em suas obras originais, a personagem é fruto de um livro (uma fanfic) criada por Springer. Sherlock Holmes é um personagem com uma série de vários livros que foram escritos em duas fases: antes e depois da primeira guerra. A primeira fase está em domínio público e apresenta um detetive mais fechado, mais frio e calculista. A segunda fase está sob direitos autorais e apresenta um Sherlock mais humano, assim como aparece neste filme. Então este Sherlock não está liberado para uso.